# Retrato do Conde-Duque de Olivares
O Retrato do Conde-Duque de Olivares é um retrato a óleo sobre tela do mestre do barroco espanhol Diego Velázquez. Trata-se de uma obra de juventude do pintor e é o primeiro de uma série de ao menos cinco telas atribuídas a Velázquez retratando Gaspar de Gusmão, o conde-duque de Olivares, ministro e embaixador do rei Filipe II de Espanha. Conserva-se o recibo original de encomenda da obra, assinado pelo artista em 1624.
Chama a atenção no suntuoso retrato a disparidade entre o tamanho excecionalmente pequeno da cabeça do duque e a dilatada forma romboide que seu corpo descreve - certamente uma manipulação estrutural com o objetivo de transferir o foco da fisionomia para a figura do conde-duque como um "objeto de poder", mais do que como expressão de uma individualidade. Por muito tempo, acreditou-se que esta obra fosse uma cópia do retrato original de Velázquez, supostamente perdido em um incêndio ocorrido em 1734. A despeito dessa hipótese, o retrato foi adquirido pelo Museu de Arte de São Paulo em 1948, mas sua atribuição permaneceu controversa por vários anos.
A reinclusão do retrato no corpus de obras seguras de Velázquez deve-se a Pietro Maria Bardi. Convencido quanto à autoria do mestre espanhol, o ex-diretor do MASP viajou inúmeras vezes à Espanha para realizar pesquisas. Uma limpeza realizada em 1962, retirando uma espessa camada de verniz que cobria a obra, permitiu a plena visualização da capa pictórica original, dirimindo as dúvidas que ainda restavam. A atribuição da obra a Velázquez é hoje praticamente consensual.

## O conde-duque de Olivares

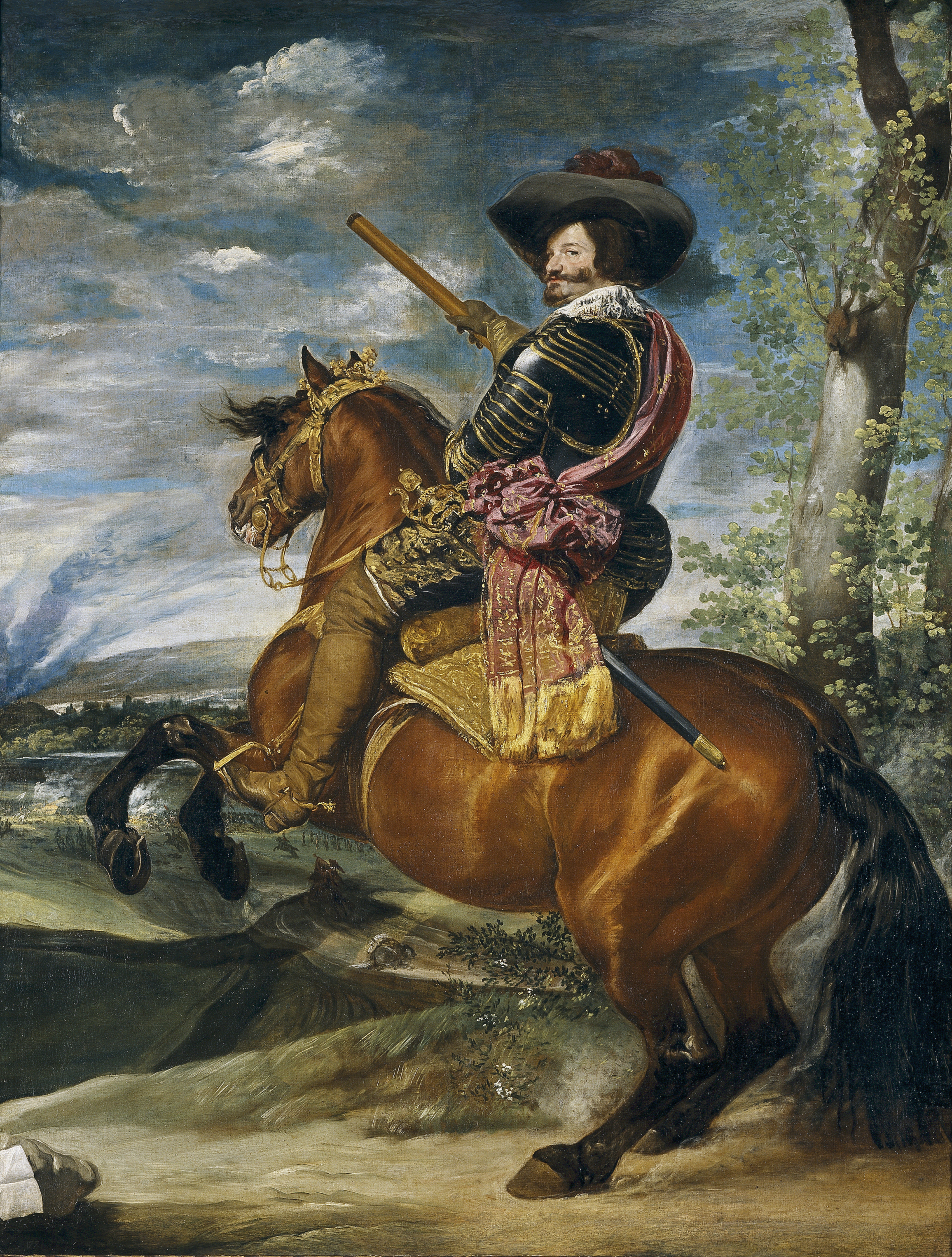
Diego Velázquez. Retrato equestre do Conde-Duque de Olivares, 1634. Museu do Prado, Madri.

Gaspar de Guzmán y Pimentel foi um importante estadista a serviço da coroa espanhola na primeira metade do século XVII. Nascido em Roma, em 1587, filho do embaixador espanhol Enrique de Guzmán e da nobre castelhana María Pimentel Fonseca, foi encaminhado muito cedo à formação eclesiástica, obtendo já em 1604 o grau acadêmico em Direito, Teologia e Artes, pela Universidade de Salamanca. Com a morte do pai em 1607, torna-se herdeiro de uma das maiores fortunas da Espanha, e abandona a carreira de cônego à qual se dedicava em Sevilha.
Favorito do rei Filipe IV, coroado em 1621 aos 16 anos de idade, Gaspar torna-se primeiro-ministro em 1623, exercendo paralelamente as funções de grão-camerlengo e chanceler das Índias. Foi também conde de Olivares, duque de Sanlúcar la Mayor e comendador no Conselho de Estado e Guerra, acumulando ainda os títulos de "Cavallerizo Mayor del Rey Nuestro Señor" e de cavaleiro da Ordem de Calatrava - este último, obtido aos cinco anos de idade, mas ao qual teve de renunciar em 1624, por incompatibilidade com a comenda da Ordem de Alcântara, que lhe foi outorgada nesse mesmo ano.
Durante o vintênio compreendido entre 1623 e 1643, é o conde-duque de Olivares que exercerá o controle efetivo sobre o Estado espanhol. A notória rivalidade com o cardeal de Richelieu o motivou a lançar a Espanha na Guerra dos Trinta Anos, e em conflitos paralelos com a Itália e com os Países Baixos. O desgaste causado pelos conflitos, o declínio da indústria e do comércio, em razão do esgotamento relativo dos recursos das colônias espanholas, e a restauração da coroa portuguesa, em 1640, desacreditaram sua gestão. Destituído do cargo, exilou-se no norte da Espanha e passou seus últimos anos submetido às investigações da Inquisição, até seu falecimento, em 1645.

## Contexto geral

### Velázquez na corte de Madri

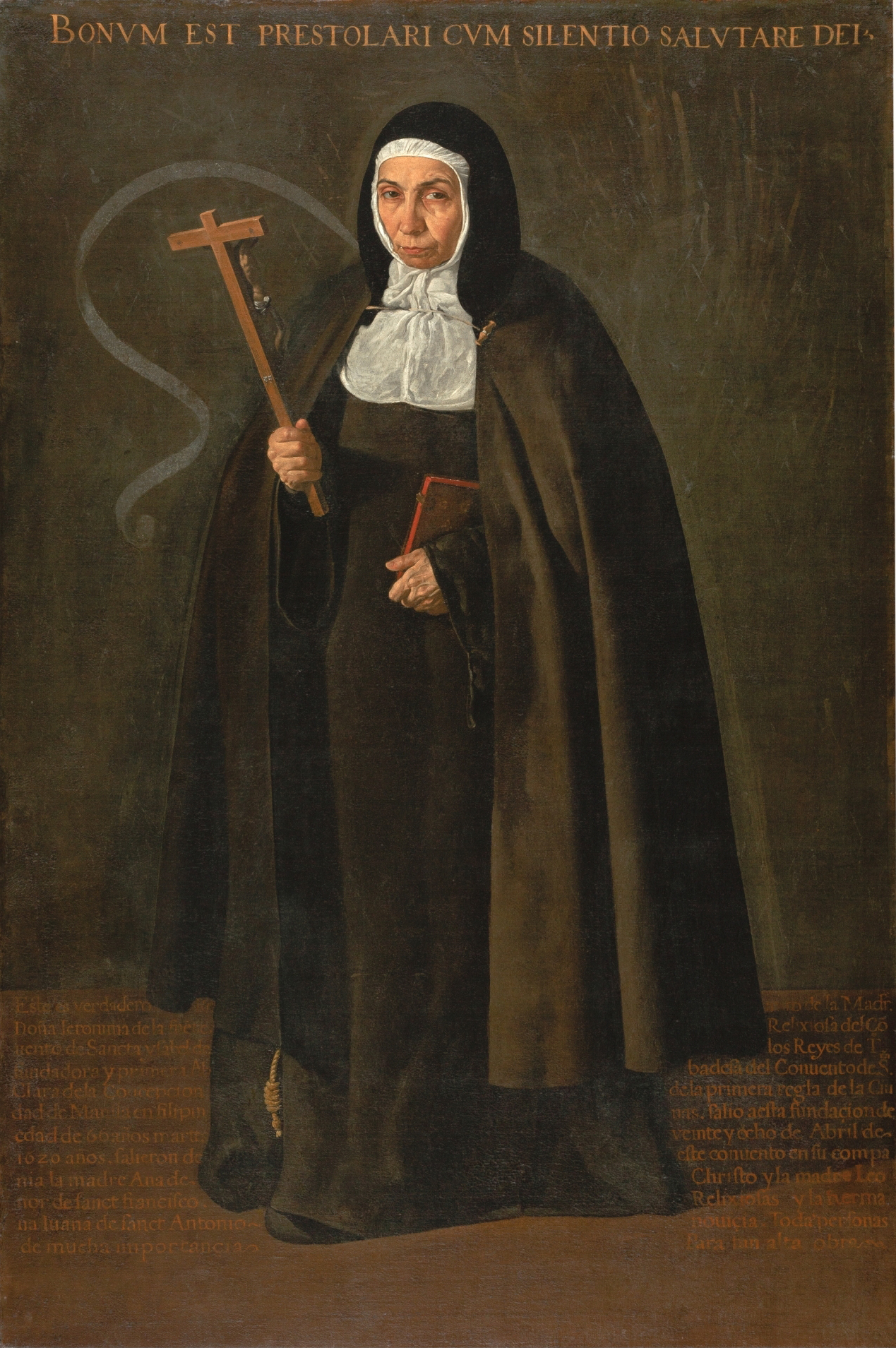
Diego Velázquez. Retrato da Madre Jerónima de la Fuente, 1620. Museu do Prado, Madri.

Por decisão da família, Diego Velázquez iniciou-se bastante cedo na pintura. Aos doze anos de idade, passa a frequentar o ateliê de Francisco Pacheco del Río, pintor modesto, mas de sólida formação teórica, onde permanece por cinco ou seis anos. Em 1617, obtém o grau de mestre, ao ingressar na guilda de São Lucas, a confraria de pintores de Sevilha, da qual Pacheco era diretor. No ano seguinte, casa-se com Juana, filha de Pacheco. Não se conservou nenhuma obra de Velázquez anterior ao seu ingresso na confraria de Sevilha. Suas primeiras obras conhecidas, Três Músicos (Gemäldegalerie, Berlim), Velha Fritando Ovos (Galeria Nacional da Escócia, Edimburgo) e Cristo na Casa de Marta e Maria (National Gallery, Londres), todas datadas de 1617-1618, denotam não apenas a influência tenebrista de Caravaggio, mas também a busca enfática do empasto e das tonalidades quentes.
Ao passo que as naturezas-mortas e a pintura de gênero foram aspectos importantes de seu período de aprendizado no ateliê de Pacheco, sua atividade como mestre independente em Sevilha exigirá o seu aprimoramento como retratista. Suas primeiras obras nesse domínio são os retratos de Madre Jerónima de la Fuente (Museu do Prado, 1620), e de Don Luis de Góngora y Argote, (Museu de Belas Artes de Boston, 1622-1623), e um terceiro de um clérigo anônimo, talvez o poeta Francisco de Rioja. Nesses primeiros retratos sobressai a influência da retratística veneziana, sobretudo a de Ticiano, em especial, no equilíbrio entre a abordagem psicológica e fenomenologia estrita do retratado.
A ascensão do conde-duque de Olivares ao posto de favorito do recém-coroado Filipe IV fornecerá a Velázquez a oportunidade de exibir sua arte à corte espanhola. Em 1623 ou 1624, muito provavelmente graças ao auxílio de Rioja, protegido do conde-duque e bibliotecário de Filipe IV, Velázquez é apresentado à corte. Obtém então o privilégio de executar o retrato do jovem monarca. Com a morte de Rodrigo de Villandrando em 1623, Velázquez ocupa o posto vago de pintor do rei, recebendo pela função o soldo de vinte ducados mensais. Entre suas primeiras obras na condição de pintor da corte, contam-se os retratos do Príncipe de Gales (futuro Jaime I), hoje perdido, e o retrato do conde-duque, atualmente conservado no MASP.

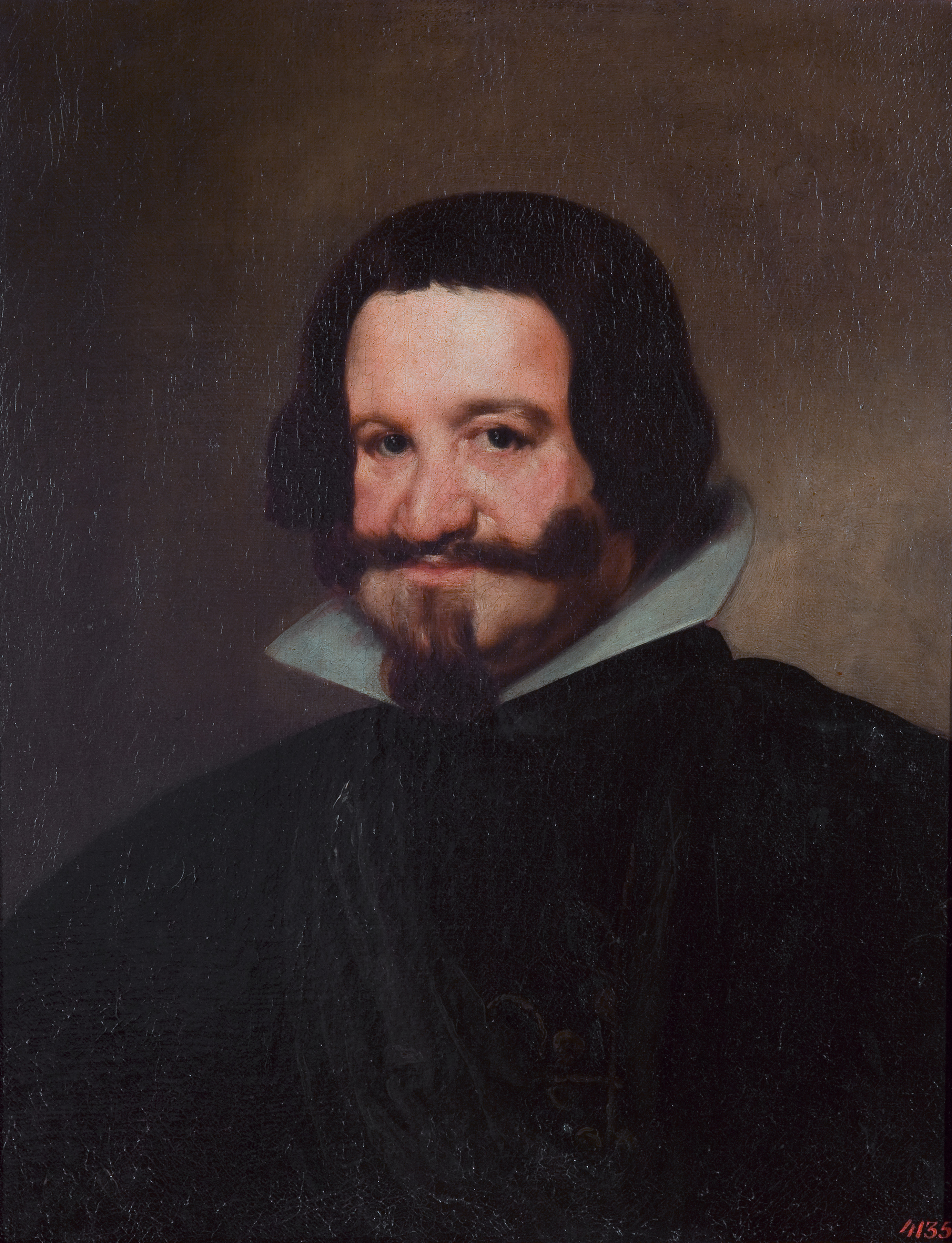
Diego Velázquez. Conde-Duque de Olivares, 1638. Museu Hermitage, São Petersburgo.

### Os retratos do conde-duque
Velázquez foi por excelência o retratista do conde-duque de Olivares, exercendo a função com a mesma intensidade que se observa nos vários retratos que Philippe de Champaigne fez do cardeal-duque de Richelieu, o notório rival do estadista espanhol. São conhecidos ao menos cinco retratos do conde-duque, atribuídos com maior ou menor convicção ao grande mestre do Século de Ouro da pintura espanhola.
O retrato hoje no MASP, do qual se conserva o documento de encomenda, assinado por Velázquez em 1624, é certamente o primeiro da série. Seguem-se a este o célebre retrato equestre do conde-duque, conservado no Museu do Prado, em Madri, em tamanho real e datado de 1634, além do busto do estadista, de 1638, no Museu Hermitage de São Petersburgo. Outros dois retratos, de corpo inteiro, quase idênticos entre si e de dimensões próximas às da obra do MASP, encontram-se conservados respetivamente na coleção particular de José Luis Várez-Fisa, em Madri, e na Hispanic Society of America, em Nova Iorque. A autoria dessas duas últimas obras foi recentemente posta em dúvida por Matías Díaz Padrón, conservador-chefe do Museu do Prado, que as atribuiu a Gaspar de Crayer, retratista flamengo e pintor de câmara de Filipe IV.
Por fim, conserva-se um sexto retrato do conde-duque, uma réplica em formato menor e com algumas variantes do retrato equestre do Prado, pertencente ao Metropolitan Museum of Art, de Nova York e datado por volta de 1635. A crítica contemporânea, entretanto, também tende a recusar a atribuição dessa obra a Velázquez e seu autor já foi por vezes identificado com Juan Bautista Martínez del Mazo, genro e colaborador do mestre espanhol.

## A obra
Na tela aparece o Conde-Duque de pé, com a mão esquerda sobre o punho da sua espada, apoiando a mão direita sobre uma mesa onde se entrevê parte de um chapéu, que pela sua vez repousa num pano de veludo; veste um sóbrio traje preto com capa, luzindo os símbolos do seu poder, uma cadeia de ouro com grandes elos, as esporas de ouro como estribeiro-mor, a chave de mordomo na cintura e no traje gravada a Cruz Vermelha da Ordem de Calatrava, fazendo notar a importância, o poder e a seriedade do personagem.

## Atribuição

### Mélida, Beruete e Mayer
O Retrato do Conde-Duque de Olivares permaneceu na coleção dos descendentes da família Ipeñarrieta até o início do século XIX, passando então por diversos outros proprietários. A historiografia artística, no entanto, ignora o retrato durante todo o período anterior a 1905. Nesse ano, é publicado, juntamente com o Retrato de Filipe IV, por José Ramón Mélida, como original de Velázquez, quando ambos se encontravam em posse dos duques de Villahermosa. No ano seguinte, Mélida publica na Revista de archivos, bibliotecas y museos de Madri o mencionado recibo autógrafo de Velázquez para os retratos comissionados por Doña Antonia de Ipeñarrieta, relacionando-o às obras da casa de Villahermosa.
A hipótese, no entanto, é rechaçada neste mesmo ano pelo historiador e curador do Museu do Prado, Aureliano de Beruete y Moret. Beruete argumenta que os dois retratos eram, na verdade, cópias dos originais perdidos, provavelmente queimados no incêndio de Alcázar - onde se perderam mais de 500 pinturas, dentre as quais obras-primas de Velázquez, como A expulsão dos mouros (1627).
Em 1912, os dois retratos são adquiridos no mercado londrino pelo colecionador e mecenas norte-americano Benjamim Altman. Em decisão testamental, Altman lega as duas telas, assim como toda sua coleção particular, ao Metropolitan Museum of Art, de Nova York. Nesse mesmo ano, August L. Mayer, discorda do parecer de Beruete. Em artigo publicado na revista Art in America, de 1912, publica os dois retratos como autógrafos de Velázquez. O Metropolitan Museum, no entanto, decide ficar apenas com o Retrato de Filipe IV, mantendo o retrato do conde-duque em depósito por algum tempo, até vendê-lo a Lorde Cowdray, remetendo a obra a Londres.

### P.M. Bardi e José Gudiol
Em 1947, Lorde Cowdray põe o retrato à venda na Sotheby's de Londres, mas não consegue nenhum comprador. Os interessados basearam-se mais na opinião de Aureliano de Beruete do que nos pareceres de Mélida e Mayer. Em 1948, Lorde Cowdray oferece a obra ao Museu de Arte de São Paulo, que o adquire pela soma de 25 mil libras esterlinas. A obra é incorporada ao museu brasileiro em maio deste mesmo ano, após a publicação de um opúsculo em que o então diretor do MASP, Pietro Maria Bardi, afirmava a autografia de Velázquez.
Em meados da década de 1950, quando o museu foi convidado a expor obras de seu acervo em museus europeus e norte-americanos, Bardi incluiu o Retrato do Conde-Duque de Olivares entre as pinturas selecionadas, mas logo encontrou a oposição de Germain Bazin, então diretor do Louvre, que o convidou a catalogar a obra como "Escola de Velázquez" - classificação que foi por muito tempo adotada sem reservas pela crítica especializada.
Convencido quanto à autoria do mestre, Bardi viajou inúmeras vezes à Espanha nos anos seguintes para realizar pesquisas com o objetivo de estabelecer a relação entre o recibo assinado por Velázquez e a obra, preenchendo as lacunas existentes no histórico de procedência do retrato. O precário estado de conservação da obra, comprometido por uma série de restauros mal sucedidos, no entanto, constituía-se no principal empecilho à plena visualização da matéria pictórica original - e, consequentemente, a análise isenta da qualidade da obra.
Assim, em 1961, Bardi convidou o historiador José Gudiol, especialista em pintura espanhola, a proceder à limpeza do retrato, o que ocorreu em São Paulo no ano seguinte. A pintura encontrava-se envolta por uma espessa camada de verniz misturado a extrato de nogueira (beverone), uma mistura utilizada para disfarçar as zonas mal restauradas. Dissolvido o verniz, revelou-se a capa pictórica original, e as partes que antes mais preocupavam os críticos - especialmente a mão esquerda do conde-duque - foram justamente as que demonstraram características típicas do estilo compositivo de Velázquez, como as pinceladas rápidas e plumosas em que muitos críticos enxergavam um "presságio" do impressionismo - detidamente estudadas por Manet e Degas.
Revelada a real qualidade técnica da pintura, o recibo de Velázquez - que se pensava pertencer a uma obra perdida - foi efetivamente aceite como elemento probatório da linha cronológica da obra, e o retrato finalmente reconhecido como um autêntico Velázquez. Pouco tempo depois, como reconhecimento a seu empenho na resolução da atribuição, Pietro Maria Bardi recebeu o convite da editora Rizzoli-Flammarion para redigir o volume dedicado a Velázquez, com o catálogo raisonée de suas obras, publicado em Paris, em 1969. A atribuição do Retrato do Conde-Duque de Olivares a Velázquez mantém-se consensual na literatura posterior.